# Royère-de-Vassivière
Royère-de-Vassivière es una comuna francesa situada en el departamento de Creuse, en la región de Nueva Aquitania.

## Demografía
| 1598 | 2443 | 2502 | 2353 | 711 | 771 | 578 |
| Para los censos de 1962 a 1999 la población legal corresponde a la población sin duplicidades (Fuente: INSEE [Consultar]) |      |      |      |     |     |     |